# برجمية
البُرجُمِيّة هي قطعة معدنية تُكسى بها البراجم. صُممت للحفاظ على قوة اللكمة وتركيزها من خلال توجيهها نحو منطقة تلامس أصعب وأصغر، مما يؤدي إلى زيادة تمزق الأنسجة، بما في ذلك زيادة احتمال كسر العظام المستهدفة عند الاصطدام.